# Sexualité transgenre
La sexualité transgenre concerne la sexualité des personnes transgenres. De la même façon que les personnes cisgenres, les personnes transgenres présentent toute la gamme des orientations sexuelles possibles.

## Généralités
Toute la gamme des orientations sexuelles est retrouvée chez les personnes trans, c'est-à-dire l'hétérosexualité, l'homosexualité, la bisexualité, la pansexualité, la polysexualité, la demisexualité, etc. ainsi que l'asexualité ; l'« intensité sexuelle » (hypersexualité ou hyposexualité) étant également indépendante de la question trans.
Historiquement, les médecins étiquettent les personnes trans comme hétérosexuelles ou homosexuelles par rapport à leur sexe assigné à la naissance, ce qui offense de nombreuses personnes trans qui préfèrent définir leur orientation sexuelle par rapport à leur identité de genre vécue. Ainsi, un homme trans qui est attiré par les femmes est susceptible d'être identifié comme hétérosexuel. De même, un homme hétérosexuel qui est attiré par les femmes, n'en est pas moins hétérosexuel, si l'une des femmes, envers qui il est attiré, est trans ; pour éviter toute confusion et offense, les termes « gynophilie » et « androphilie » sont parfois utilisés pour décrire l'attirance envers les femmes et les hommes, respectivement.

## Classification de l'orientation sexuelle
Une étude américaine publiée en 1977 montre que les personnes trans ont plus d'expériences hétérosexuelles qu'homosexuelles. Une autre étude publiée en 1976 a constaté une répartition presque égale entre trois catégories distinctes : homosexuelle, asexuelle, et hétérosexuelle. Cependant, cette étude s'est basée sur seulement 42 femmes trans ayant bénéficié d'une chirurgie de réattribution sexuelle ; elle ne mentionnait pas de plus la bisexualité.

### Femmes trans
Une recherche[Quand ?] suggère que la répartition des sexualités des femmes trans est de 38 % bisexuelles, 35 % attirées par les femmes, et 27 % attirées par les hommes,. Une recherche de 1959 avait montré que la majorité des femmes trans qui souhaitaient un changement de sexe étaient attirées par les hommes ; environ la moitié des femmes trans de l'étude avaient eu des rapports sexuels avec des femmes,.

### Rôles de genre mixtes trans-féminins
R. Green compare les personnes two-spirit, hijra, mukhannathun et ladyboy, qui sont toutes des personnes assignées hommes à la naissance, et qui ont adopté un rôle genré plus féminin. Ces personnes ont en commun les comportements efféminés, la féminité à l'âge adulte, et l'attirance pour les hommes masculins. Green soutient que les membres de ces groupes sont indiscernables des femmes trans occidentales modernes ; le rôle culturel exact des personnes two-spirits varie d'une tribu à l'autre mais dans tous les cas, Green écrit qu'il est orienté vers les hommes.
Les hijra d'Inde et de Pakistan sont des personnes assignées hommes à la naissance qui occupent un rôle sexuel et/ou genré féminin, ayant parfois subi une castration. En tant qu'adultes, les hijra occupent un rôle féminin, mais traditionnellement, ces personnes ne se décrivent elles-mêmes ni comme homme, ni comme femme, préférant « hijra » pour définir leur genre. Ils expriment souvent leur féminité dans leur jeunesse ; devenus adultes, ils sont généralement sexuellement attirés vers les hommes masculins.
Les mukhannathun étaient des individus transgenres ou transgenres de confession musulmane, ou d'origine arabe, qui étaient présents à Médine et La Mecque pendant, et après, l'époque de Mahomet. Ibn Abd Al-Barh Al-Tabaeen, le compagnon d'Aisha Umm ul-Mu'min'in qui connaissait le même mukhannath que Mahomet, avait déclaré : « S'il est comme cela, il n'aura pas de désir pour les femmes et il ne remarquera rien à leur sujet. C'est un de ceux qui n'ont aucun intérêt pour les femmes et qui ont été autorisés à entrer chez les femmes. » Cela dit, l'un des mukhannath de Médine, à l'époque de Mahomet, avait épousé une femme.
Les travestis sont des femmes trans brésiliennes qui sont attirées par les hommes. L'identité féminine travestie inclut la prise d'hormones et/ou l'implantation de silicone dans le corps, le port de vêtements féminins, l'adoption de ses formes de langages, de rôles et de sexualités genrées, mais elle inclut rarement la chirurgie de réattribution sexuelle. Cependant, à la différence des femmes trans nord-américaines, ces personnes ne se considèrent généralement pas comme de réelles femmes, et beaucoup se décrivent comme étant gay ou homosexuelles. Selon Don Kulick, ces personnes se décrivent elles-mêmes comme « se sentant comme une femme. » Dans son livre Travesti: Sex, Gender and Culture among Brazilian Transgendered Prostitutes, il écrit qu'aucun travesti à Salvador ne s'est jamais déclaré comme mulher (une femme) sauf pour faire une blague, et les travestis qui lisent ou écoutent des témoignages de personnes transgenres les considèrent perturbées.

### Homme trans
Vers le milieu des années 1990, la gamme des identités de genre et des orientations sexuelles chez les hommes trans était bien établie avec une majorité d'hommes trans attirés principalement ou exclusivement par les femmes,,,. Foerster a rapporté une relation fructueuse de 15 ans entre une femme et un homme trans qui avait fait sa transition dans les années 1960,.
Au XXe siècle, les hommes trans attirés par les femmes luttaient pour démontrer l'existence et la légitimité de leur identité. Beaucoup d'hommes trans attirés par les femmes, tels que le jazzman Billy Tipton, ont gardé le secret de leur transidentité jusqu'à leur mort.
L'auteur Henry Rubin a écrit qu' « il avait fallu des efforts considérables déployés par Lou Sullivan, un militant gay FtM, pour que les hommes trans puissent être attirés par les hommes. »
Matt Kailey, auteur de Just Add Hormones: An Insider’s Guide to the Transsexual Experience, raconte sa transition : « à partir de 40 ans - la femme hétéro est devenue homme gay, comme il s'était toujours connu lui-même ainsi. » Les chercheurs ont finalement reconnu l'existence de ce phénomène, et à la fin du XXe siècle, la psychiatre Ira Pauly a écrit : « La déclaration selon laquelle tous les hommes transgenres FtM sont homosexuels [Pauly voulait dire « attirés par les femmes »], concernant leur préférence sexuelle, ne peut plus être faite. » Les personnes trans qui sont gay ont des niveaux d'acceptation variant dans d'autres communautés. Pour quelques hommes trans gay, avoir des rapports sexuels avec des hommes gay cisgenres, valide leur identité d'homme gay. En commençant des traitements hormonaux à base de testostérone, certains hommes trans font état d'une augmentation, à la fois de leur libido, et de leur désir de relations sexuelles avec des hommes non-trans.

## Pratiques sexuelles
Dans une étude de 1977, une grande majorité de femmes transgenres ont eu un rapport permettant au partenaire masculin de toucher leur pénis, et une minorité ont déclaré avoir reçu une fellation et ont effectué le sexe anal.
Tobi Hill-Meyer, qui se décrit lui-même comme « Queer Trans Multiracial Sex-Positive Activist Writer and Porn Maker » (pornographe et écrivain militant pro-sexe métis trans et queer), a fait un documentaire appelé Doing it Again: In Depth à propos des sexualités des personnes trans. Daté du 17 décembre[Quand ?], Volume 1: Playful Awakenings a été publié. Ce volume interroge des couples dont chaque membre est transgenre.

## Orientation sexuelle au cours de la transition
Quelques personnes transgenres maintiennent leur orientation sexuelle constante toute leur vie,, dans certains cas, même en restant avec le même partenaire pendant la transition. Dans d'autres cas, leur choix du partenaire sexuel change après la transition.

## Classement des personnes transgenres par l'orientation sexuelle
Le sexologue Magnus Hirschfeld a été le premier à faire une distinction basée sur l'orientation sexuelle, en 1923. Un certain nombre de taxonomies, basées sur la sexualité, ont été ensuite proposés par les cliniciens, bien que certains cliniciens croient que d'autres facteurs sont plus cliniquement significatifs, ou que seulement deux types sont insuffisants. Certaines recherches ont distingué les hommes trans attirés par les femmes, des hommes trans attirés par les hommes,.
L'échelle de Benjamin (en) proposé par l'endocrinologue Harry Benjamin, en 1966, se sert de l'orientation sexuelle pour distinguer les personnes travesties, les personnes transgenres n'ayant pas subi de chirurgie, et ce qu'il appelle les « vrais transgenres ».
En 1974, Person et Ovesey ont proposé la division des femmes transgenres en « primaire » et « secondaire ». Ils définissent les transgenres primaires comme des personnes asexuelles avec peu ou pas d'intérêt pour les relations sexuelles, et non fétichistes. Ils définissent les homosexuels et les transgenres travestis comme des transgenres secondaires. Les utilisations ultérieures de cette terminologie ont souvent été « transsexualisme primaire » pour les personnes transgenres attirées par les hommes, et « transsexualisme secondaire » pour les personnes transgenres attirées par les femmes.
Dans le DSM-III, revu en 1987, le « transsexualisme » était divisé en sous-catégorie « homosexuel » et « hétérosexuel ».
L'échelle de l'orientation sexuelle composée de 5 types n'a jamais été proposée, ce qui devrait être considéré problématique, d'autant plus avec l'adoption du spectre transgenre, et son rattachement à la communauté LGBT. Le Dr Norman Fisk a noté que ceux qui entraient dans sa clinique en souhaitant une chirurgie de réattribution sexuelle constituaient le groupe majoritaire. L'article note que les hommes gays efféminés, et les travestis hétérosexuels fétichistes, désirent une chirurgie, et pourraient être considérés comme de bons candidats pour l'obtenir. Il croyait qu'ils pourraient intégrer la société avec succès après la chirurgie, ce qui souligne les problèmes de la recherche concernant l'orientation sexuelle transgenre qui ne reconnaît que deux groupes (homosexualité et hétérosexualité). Il y aurait également deux groupes pour les hommes trans. Un cinquième groupe pourrait représenter un comportement fétichiste et de bisexualité seulement pendant l'habillement, avant la transition, ou exclusivement hétérosexuelle. Cette idée de cinq groupes serait plus adaptée depuis le rattachement à la communauté gay.

## Travestissement fétichiste
Le DSM avait un diagnostic de travestissement fétichiste.
En suivant l'exemple de l'échelle de Benjamin, en 1979 Buhrich et McConaghy ont proposé trois catégories cliniques du travestissement fétichiste : les travestis « nucléaires » qui étaient satisfaits en s'habillant comme ils le souhaitaient, les travestis « marginaux » qui désiraient aussi une féminisation par la prise hormonale ou l'intervention chirurgicale, et les « fétichistes transgenres », qui ressentaient de l'excitation mais qui ne s'identifiaient pas comme transgenre et ne voulaient pas de chirurgie de réattribution sexuelle.

## Travail du sexe
Dans de nombreuses cultures, les personnes trans (notamment les femmes trans) sont régulièrement impliquées dans le travail sexuel (définition englobant prostitution mais aussi, dans certains cas, la pornographie transgenre), ce qui est corrélé avec la discrimination à l'emploi. Dans une étude de la National Trans Discrimination Survey, 11 % des participants ont rapporté s'être adonnés à ces pratiques pour obtenir un revenu, contrairement à 1 % des femmes cisgenres américaines. Selon la même étude, 13 % des personnes trans américaines ne sont pas embauchées, ce qui représente presque le double de la moyenne nationale, et 26 % ont perdu leur emploi en raison de l'expression de leur identité de genre. Les travailleurs trans du sexe contractent, en moyenne, plus le VIH que les personnes cisgenres. Dans des études sur le VIH, la prévalence du VIH positif chez les travailleuses trans pour l'industrie du sexe atteignait 27 %. Cependant, cette étude a montré que les femmes trans impliquées dans le travail du sexe n'étaient pas plus susceptibles d'être séropositives en s'impliquant dans le travail du sexe que les autres. Les études ont trouvé qu'aux États-Unis, le VIH est spécialement prévalent parmi les travailleurs du sexe transgenres de couleur, particulièrement chez les femmes trans noires ; ce problème a été identifié par les institutions et les membres de la communauté trans.
Le sujet des travailleurs trans du sexe a attiré l'attention des médias. Paris Lees, une femme trans et journaliste britannique, a écrit un article en juin 2012 pour l'Independant, en défendant la critique de Ria, vedette du documentaire de Channel 4 Ria : Teen transgenre, qui avait dix-sept ans à l'époque, et qui travaillait comme prostituée dans un salon de massage, en disant que le choix de s'engager dans le travail du sexe est une question d'autonomie corporelle, en soulignant les raisons pour lesquelles les jeunes femmes trans se tournent souvent vers ce type de travail, notamment à cause d'une faible estime de soi et une discrimination à l'emploi sévère. Un examen du GLAAD de ses archives d'épisodes de télévision avec des thématiques trans, s'étalant de 2002 à 2012, a révélé que 20 % des personnages trans étaient dépeintes comme travailleurs du sexe.
Quelques hommes trans travaillent dans l'industrie du sexe en tant que gay. L'acteur pornographique Buck Angel tourne régulièrement des scènes avec des hommes, mais il a été marié avec des femmes (Karin Winslow, et plus tard Elayne Angel).